# Verkhni Kujebar
Verkhni Kujebar (en rus: Верхний Кужебар) és un poble del krai de Krasnoiarsk, a Rússia, que el 2012 tenia 1.010 habitants. Pertany al districte de Karatuzski.